# Pierre Goutte

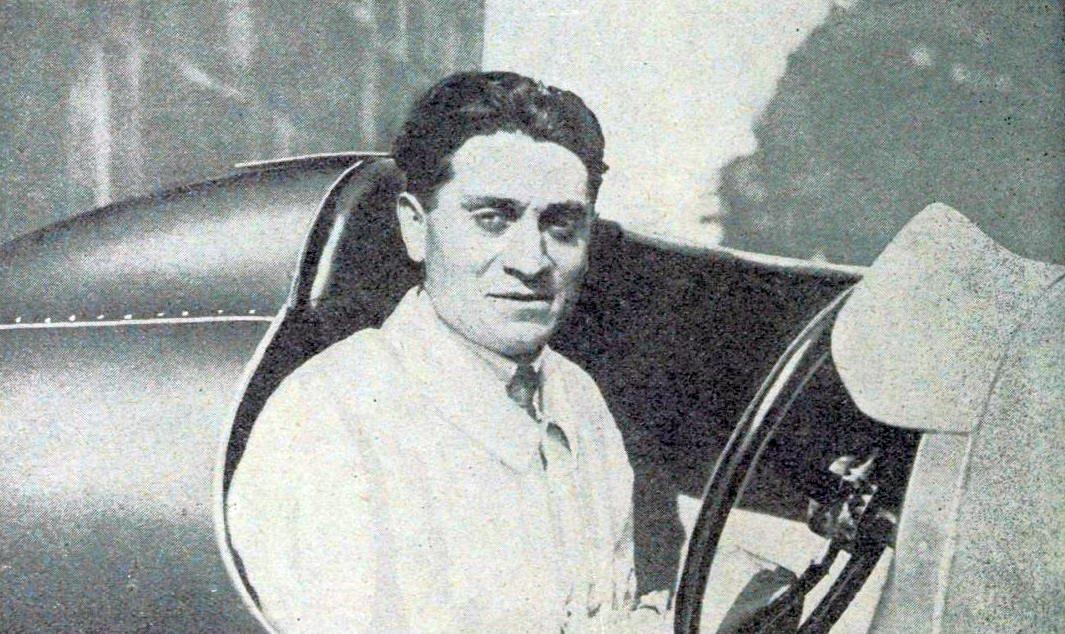
Pierre Goutte 1925

Pierre Goutte (* 16. April 1897 in Châtellerault; † 21. Mai 1965 in Saint-Pryvé-Saint-Mesmin) war ein französischer Autorennfahrer.

## Karriere als Rennfahrer
Pierre Goutte war in seiner Karriere zweimal beim 24-Stunden-Rennen von Le Mans am Start. 1927 war er Werksfahrer bei Salmson. Der Salmson GS den er gemeinsam mit Lionel de Marmier fuhr, fiel durch einen Defekt am Starter aus. 1928 beendete er das Rennen mit Partner Lucien Desvaux auf einem Lombard AL3 als 13. der Gesamtwertung.

## Statistik

### Le-Mans-Ergebnisse
| Jahr | Team                   | Fahrzeug                    | Teamkollege       | Platzierung     | Ausfallgrund |
| ---- | ---------------------- | --------------------------- | ----------------- | --------------- | ------------ |
| 1927 | Émile Salmson et Cie   | Salmson GS                  | Lionel de Marmier | Disqualifiziert |              |
| 1928 | Automobiles Lombard SA | Lombard AL3 Grand Air Sport | Lucien Desvaux    | Rang 13         |              |